# جنرال الکتریک کمپانی
جنرال الکتریک کمپانی (انگلیسی: General Electric Company) شرکت الکترونیک بریتانیایی بود، که در سال ۱۸۸۶ تأسیس شد و در سال ۱۹۹۹ منحل گردید.